# Давор Дујмовић
Давор Дујмовић (Сарајево, 20. септембар 1969 — Ново Место, 31. мај 1999) био је српски и југословенски глумац.

## Биографија
Његова најзапаженија улога је улога Перхана, јунака филма Дом за вешање. Као дечак имао је обичај да после наставе сврати код оца који је тада радио као приватник на пијаци Маркале. У време када је ишао у други разред ниже музичке школе, у оближњем ресторану Далмација где је седео са својим оцем, случајно су дошли Емир Кустурица и његов асистент. Асистент је питао Даворовог оца да ли може да учествује на аудицији за филм Отац на службеном путу; он је пристао и после тога кренуло је пробно снимање, где се показао као погодан за улогу. Након снимања поменутог филма, који је награђен златном палмом у Кану, одлучио је да упише филмску академију. Није му успело и касније није покушавао. Уследила је нова значајна улога у филму Стратегија швраке. Са непуних осамнаест година играо је главну улогу у филму Дом за вешање, након којег је проглашен за једног од пет најбољих глумаца у Европи. Давор и његова партнерка у филму Синоличка Трпкова, у улози Азре, проглашени су за најбољи глумачки пар у бившој Југославији.
Након тога у првој позоришној улози, игра капетана Скота у Сарајевској Мјесечевој представи. Давора су критичари упоређивали са Дастином Хофманом, глумцем према којем би се писао и прилагођавао сценарио.
Почетком деведесетих је постао озбиљно зависан од наркотика и неколико пута се безуспешно лечио. У том периоду преко медија је поручио: „Оно што доноси хероин не бих пожелео ни најгорем непријатељу“. Занимљиво је да је баш у том свом лошем периоду у серији Сарајевске приче глумио лик младог наркомана Бобана који је уз то и ситни дилер.
Рат је Давора затекао у Сарајеву. У Сарајеву остаје првих месеци рата, и након тога разочаран дешавањима у Југославији одлази у Београд. Тамо је снимио неколико филмова, од којих је најпознатији Подземље Емира Кустурице. Након завршетка рата сели се у Бању Луку. Тамо упознаје Андреја Гарднера са којим оснива фонд за културу Републике Српске.
Последње месеце живео је у Новом Месту у Словенији код девојке. Слободно време је проводио у природи са коњима. Безуспешно је покушавао да се излечи од наркотика, те је након дуге и тешке депресије 31. маја 1999. године извршио самоубиство.

## Улоге
| Год.     | Назив                           | Улога                |
| -------- | ------------------------------- | -------------------- |
| 1980.-те |                                 |                      |
| 1985.    | Отац на службеном путу          | Брат Мирза           |
| 1987.    | Стратегија швраке               |                      |
| 1988.    | Дом за вешање                   | Перхан               |
| 1990.-те |                                 |                      |
| 1990.    | Стратегија швраке (мини-серија) |                      |
| 1990.    | Источно од истока               |                      |
| 1990.    | Адам ледоломак                  |                      |
| 1990.    | Последњи валцер у Сарајеву      | Гаврило Принцип      |
| 1991.    | Празник у Сарајеву              | Шеагић               |
| 1991.    | Сарајевске приче                | Бобан Кокот          |
| 1992.    | Проклета је Америка             |                      |
| 1992.    | Алекса Шантић (ТВ серија)       | Ученик у Љубљани     |
| 1995.    | Сложна браћа                    | Мустафа Муте Халимић |
| 1995.    | Подземље                        | Бата                 |
| 1996.    | Била једном једна земља         | Бата                 |